# Gavrilović (preduzeće)
Gavrilović d.o.o. je prehrambeno preduzeće sa sedištem u Petrinji, Hrvatska.

## Istorija

### Od osnivanja do 1991.
Poduzeće Gavrilović je osnovano 1821. godine, a dokazi o njima postoje iz 1690. godine, o čemu svedoče pisani dokaz iz te godine. Takođe postoje pisani dokazi u petrinjskom arhivu i pojedinim knjigama gde piše da se porodica Gavrilović nakon Prvog svjetskog rata bavila proizvodnjom stakla i da im je posao propao, nakon čega su pokrenuli mesarsku obrt i preuzeli mesnu industriju Krajčinović, koja je pripadala srpskoj porodici koja je oterana, a tvornica konfiscirana i dana Gavrilovićima (fabrika Krajčinović je izgorela u januaru 1939.). Gavrilović je 1821 dobio koncesiju za rad manufakture koja je trebala opskrbljavati mesom kasarne na području Vojne krajine tadašnje Austro-Ugarske. Preduzeće je poslovalo kao obiteljsko poduzeće "Prva hrvatska tvornica salame, sušena mesa i masti" sa 50 zaposlenih. 1883. godine proizvela je prve količine poznate zimske salame (tzv. gavrilovićka), izvozeći ju i na evropska tržišta. 1902 tvornica se modernizirala i prerasla u dioničko društvo. Od 1925. počela je proizvodnja mesnih konzervi, mesa i mesnih prerađevina i gotovih jela. Đuro Gavrilović je 1940. godine bio vlasnik sa 13% dionica, baš kao i njegova sestra, tako su sa svojih 25+1% imali pravo glasa u Upravi. To pravo im je bilo oduzeto (konfiscirano) od Nezavisne Države Hrvatske (NDH), a sama je tvornica radila do 1943. godine kada je, zbog ratnih prilika na području Petrinje, prekinula sa radom.
Po završetku Drugog svjetskog rata tvornica i pogoni su bili u onesposobljeni. Vlasnik poduzeća, Đuro Gavrilović, je nakon rata osuđen na doživotni zatvor u Staroj Gradiški pod optužbom da je surađivao sa ustašama i nacistima. Nakon dve godine je premešten, prvo u tvornicu u Zaprešić, a zatim u PIK Vrbovec. Đuro Gavrilović je 1957. godine zajedno sa sinom Georgom (Đurom) Gavrilovićem, nekoliko godina nakon puštanja iz zatvora, ilegalno prešao u Austriju dok su kćerka i supruga Gavrilovića ostale u Zagrebu. Nakon nacionalizacije 1947. godine, ponovno preuzevši ime Gavrilović, tvornica je razvijala kao osnovne delatnosti poljoprivrednu proizvodnju, preradu mesa i mesnih prerađevina i prometa. 1957. godine Gavrilović je dostignuo svoj maksimum u količinskoj proizvodnji sa tada 1.000 zaposlenih radnika. Tadašnje rukovodstvo tvornice je formiralo Komisiju kojoj je zadatak bio razmotriti daljne korake razvoja Gavrilovića. Najveća je dilema bila hoće li se renovirati postojeća ili izgraditi potpuno nova tvornica. Tadašnje vlasti NR Hrvatske nisu našle razumevanja niti podrške za razvoj Gavrilovića, pa su 1959. godine na adresu tvornice poslale rešenje sa potpisom Vladimira Bakarića kojim se dozvoljava ulaganje u PIK Belje kao sirovinsku bazu i Sljeme, ali u Gavriloviću valja ugasiti proizvodnju. Uprkos negativnom rešenju radnici su sa direktorom Pajom Biračem kupili građevnu parcelu na području izlaza iz Petrinje prema Sisku. Zbog neslaganja prema vlasti, tadašnji direktor Birač je bio primoran odstupiti sa položaja direktora, pa je na njegovo mjesto došao Pajo Manojlović. Bez ikakve podrške tadašnje vlasti NR Hrvatske i bez mogućnosti dobivanja poticaja, radnici su samoinicijativno skupili sredstva za novu tvornicu i osnovali štedionicu Gavrilović. Gradnja današnje moderne tvornice, koja je trista puta veća od stare, na novoj lokaciji počela je 1959, a završena je 1969. godine. Nova tvornica je bila izgrađena pod projektnim biroom "Plan Zagreb" koji je izradio kompletan nacrt, izvedbeni nacrt i tehnološke gabarite. Tvornica je bila izgrađena samo 2 kilometra dalje od stare. U vreme kada je gradnja tvornice bila u punom jeku, porodica Gavrilović nije bila saglasna oko naziva nove tvornice i protivila se tome da tvornica nosi baš njihovo ime. Đuro Gavrilović tužio je kao austrijski državljanin preko Republike Austrije SFR Jugoslaviju na Međunarodnom sudu pravde u Haagu radi odštete. Direktor Manojlović je tada stupio u kontakt sa Đurom Gavrilovićem, te je vansudskom procesu u odvetničkoj kancelariji u Beču potpisao ugovor koji je odmah potom verificiran na sudu u Strasbourgu. Đuro Gavrilović se tom nagodbom odrekao imena (brenda) Gavrilović, te je primio isplatu u iznosu od 14,7 milijuna jugoslovenskih dinara (tada oko 7 miliona američkih dolara). Ta isplata je obavljena 1967. godine u Beču, u jednoj od tada vodećih odvjetničkih tvrtki u Austriji. Također mu je pripalo i 13% dionica tvornice. Nakon što je bio obeštećen i isplaćen, direktor Manojlović ponudio je Gavriloviću radno mjesto u novoj tvornici no on je odlučio uložiti dobiveni novac u proizvodnju gotove hrane u limenkama u Austriji. Ubrzo je bankrotirao pa se vratio u SFR Jugoslaviju moliti direktora Manojlovića radno mjesto. Direktor Manojlović zaposlio ga je u Gavriloviću te mu pomogao oko denacionalizacije kuće na zagrebačkom Kaptolu koja mu je potom vraćena u vlasništvo. Đuro Gavrilović je u Gavriloviću radio na programu gotovih jela uz obećanje direktora Manojlovića da "će do kraja života imati osiguranu egzistenciju".
Kapacitet nove tvornice Gavrilović, od 1961. godine, je bio 75.000 tona gotovih proizvoda godišnje. Tvornica je zapošljavala 6.000 radnika, u samoj Petrinji oko 4300. Pogon unutar tvornice je bio proglašen najljepšim na svijetu, po tehnologiji i kadru, od strane američke inspekcije koja je obilazila tvornicu svaka tri meseca s obzirom da su uvozili proizvode Gavrilovića za potrebe američke vojske. Od posleratne 1946. godine, Gavrilović je bio uključen u ishranu američke vojske stacionirane u Evropi. Radnici su također samodoprinosima i kreditima izgradili tvornicu stočne hrane u Petrinji, kapaciteta do 60.000 tona godišnje sa silosima. Gavrilović je u to vrijeme razvio kooperaciju od Une do Turopolja za uzgoj 150.000 svinja godišnje, imao je i ugovor sa 6.000 kućanstava koja su te svinje uzgajale. Razvijena je poslovno-tehnička suradnja sa PIK-om Belje i Vupik-om. Također su razvijena tri reprocentra; za 60.000 komada odojaka, tri farme govedine sa 17.000 komada godišnje, 3.000 hektara zemlje u svrhu proizvodnje silaže za odgoj govedine i potrebe farme govedine na Kosovu. Do 1990. Gavrilović je svoje proizvode izvozio na sve kontinente (preko 30% proizvoda išlo je za izvoz), tada se svake sedmice izvozilo 16 tona šunke na američko tržište. Radnici Gavrilovića konstantno su ulagali u preduzeće, pa su pred početak rata u Hrvatskoj u posedu imali oko 500 vlastitih prodavaonica (poslovnih prostora), velika skladišta, odmarališta i hotele. Sa oko 4.500 zaposlenih Gavrilović je u vlastitoj proizvodnji 1984. godine uzgajao i više od 200.000 svinja i 8.000 grla tovne govedine.

### Privatizacija 1991. godine i poslovanje do danas
Mesna industrija Gavrilović se početkom 1991. godine, skladno sa tada važećim zakonima, organizirala i registrirala kao Holding Gavrilović u čijem je sastavu tada bilo devet preduzeća u kojima je bilo zaposleno više od 5.000 radnika. Pošto se radilo o društvenom, odnosno državnom preduzeću, Agencija za restrukturiranje gospodarstva (Hrvatski fond za privatizaciju) imenovala je članove Upravnog odbora, a nekoliko meseci kasnije, 21. avgusta 1991, voljom politike (ključnu ulogu u tome imali su tadašnji predsjednik Sabora Hrvatske Žarko Domljan, čija je prva supruga sestra Đure (Georga) Gavrilovića, premijer Franjo Gregurić i pomoćnik ministra unutarnjih poslova Slavko Degoricija. Agencija donosi odluku o pokretanju, kako tvrde stručnjaci, nepotrebnog stečaja nad pet poduzeća iz sastava Holdinga, i to: Mesna industrija Gavrilović, Poljoprivredna proizvodnja Gavrilović, Gavrilović trgovina, Gavrilović vanjska trgovina i Transporti Gavrilović. Sjedište preduzeća u stečaju prebacilo se je u Zagreb, Ilica 8 (ured Đure (Georga) Gavrilovića), svi radnici su bez plaće ili bilo kakve naknade bili otpušteni, zatečena roba u prodavaonicima je rasprodata, dok se nije uplaćivalo na račune preduzeća. U privatizaciji Gavrilovića ključnu ulogu na nižoj razini imali su stečajni sudac Zdravko Tukša, koji je 1995. godine bio odvjetnik obitelji Gavrilović kad je u njihovo ime podnio zahtjev za povrat imovine, i stečajni upravitelj Slavo Boras. Prodaja poduzeća u stečaju obavila se za vrijeme rata u Hrvatskoj i vreme dok je Petrinja bila deo Republike Srpske Krajine od 21. septembra 1991. godine, a oglas o prodaji poduzeća objavljen je sedam dana kasnije. Na oglas se javio Đuro (Georg) Gavrilović s kojim je stečajni upravitelj Slavo Boras 11. oktobra 1991 godine potpisao ugovor o kupnji pet temeljnih poduzeća Holdinga Gavrilović. Prodajna cijena Gavrilovića je bila 3,3 milijuna njemačkih maraka (DM), iako je realna cijena preduzeća bila nekoliko stotina miliona DM, a prema nekim tvrdnjama Gavrilović je u vrijeme prodaje sa svom infrastrukturom, pokretninama i nekretninama vredio 2 milijarde USD. Iako postoji kupoprodajni ugovor, ne postoji nikakav dokaz da je novac bio uplaćen na račun Agencije za restrukturiranje gospodarstva. U ugovoru o kupnji nije navedena imovina koja se prodaje, nema njezine procjene, odnosno vrijednosti, a ugovor nema broja te nije evidentiran i(li) overen od bilo koje nadležne državne institucije, bez obzira što se radilo o prodaji društvene odnosno državne imovine.
Gavrilovićevi proizvodi su, prema navodima iz poduzeća, nakon ulaska Hrvatske u Evropsku uniju (EU), odnosno izlaskom iz CEFTA-e postali i do 50 posto skuplji na važnim tržištima bivše SFR Jugoslavije. Gavrilović je zbog toga dio proizvodnje odlučio preseliti u susjednu Bosnu i Hercegovinu (BiH), pošto više od 50 posto izvoza Gavrilović plasira u BiH. Od predratnih 4.500 do 5.000 radnika Gavrilović 2014. godine u tvornici ima zaposlenih nekoliko stotina radnika, nekadašnja kooperacija sa 6.000 svinjogojaca po celoj Baniji i šire samo je nostalgično sjećanje, bez ijednog grla bilo kakve stoke u organiziranom tovu. Od maja 2014 godine obitelj Gavrilović je austrijskoj tvrtki GlenDor u najam ustupila svoj novi svinjogojski reprocentar. U najam su ustupljene i sve prodavaonice Gavrilović.
U oktobru 2014. godine policija je pretražila prostor tvornice i Uprave Gavrilovića u Petrinji. Više desetina policajaca, u pratnji sanitarnih inspektora, ušlo je u tvrtku i rasporedilo po pogonima i uredima. U nadležnom Županijskom državnom odvjetništvu u Sisku rečeno je kako policija provodi izvide, temeljem naloga istražnog suca, zbog sumnje u kaznena djela koje se progone po službenoj dužnosti. Upitan za komentar, Đuro (Georg) Gavrilović je izjavio kako ga "postupak državnih tijela i intervencija policije podsjeća na 1945. godinu".

### Tužba Gavrilovića protiv Zagrebačke banke
Đuro (Georg) Gavrilović je 2005. godine tužio Zagrebačku banku (ZABA) kako bi se utvrdilo vlasništvo nad 14.357 dionica te banke za koje smatra da su mu bile nezakonito oduzete. Reč je o 0,5% dionica ZABA koje su tada vredile 43,8 miliona evra (EUR) kapitala banke. Gavrilović smatra da je kupovinom preduzeća Gavrilović dobio i prava na delove poduzeća Gavrilović u ZABA-i, što mu ZABA osporava. Reč je o osnivačkom udjelu poduzeća Gavrilovića u ZABA-i iz 1989. godine.

### Tužba Gavrilovića protiv Hrvatske
Georg Gavrilović, sin Đure (Georga) Gavrilovića, pokrenuo je u decembru 2012. godine arbitražu u američkom Washingtonu pri Međunarodnom centru za rješavanje sporova o ulaganju (ICSID), kako bi nakon dvadeset godina sudskog spora i neuspešnih pregovora, s Hrvatskom oko vlasništva nad nekretninama u Petrinji, Gavrilović dobio i nekretnine iz Ugovora o kupoprodaji. 1996, nakon što je država prodala pet poduzeća iz Holding Gavrilović, država se premislila i upisala se kao vlasnik gotovo svih nekretnina osim tvornice i tužila Gavrilovićeve kako bi se poništio Ugovor o kupoprodaji kojim su Gavrilovićevima uz tvorničke hale i brend prodali i nekretnine tvrtke. Među nekretninama našlo se i 438 stanova, 10 kuća, 22 garaže, zemljište od 4.982.000 kvadratnih metara u deset katastarskih čestica, i 17.000 kvadrata na području Grada Petrinje koje sada Georg Gavrilović potražuje. Uz to traži i odštetu od Hrvatske u iznosu od 300 miliona EUR za neostvarenu dobit.

### Tužba "Udruženja bivših radnika Gavrilovića" protiv Hrvatske i kaznena prijava protiv sudionika privatizacije
Udruženje bivših radnika Gavrilovića, njih nešto manje od 2.000, je 2005. godine podnijelo tužbu protiv Hrvatske na Evropskom sudu za ljudska prava u Strazburu. Sud je tužbu prihvatio, a bivši radnici od Suda traže da poništi odluku Ustavnog suda Hrvatske (broj: U.III.2768/2002.) od 30. juna 2004. godine, kao i odluke i rešenja koja su joj prethodila. Kako navode u tužbi, Ustavni sud Hrvatske je svojom odlukom "povredio odredbe Ustava Hrvatske na njihovu štetu." I to: odredbe članka 3. o nepovredivosti vlasništva, članka 14. o jednakosti građana pred zakonom, članka 19. koji precizira da "pojedinačni akti državne uprave i tijela koja imaju javne ovlasti moraju biti utemeljeni na zakonu", i odredbe članka 48. Ustava kojim se jamči pravo vlasništva. Ako Sud u Strazburu presudi u korist bivših radnika, odnosno protiv Hrvatske, onda će se slučaj "Gavrilović" vratiti na početak, preciznije na stanje koje je bilo 1991 godine kad je Đuro (Georg) Gavrilović, uz političko-pravosudnu podršku, započeo operaciju, kako tvrde u Udruzi, nezakonitog preuzimanja nekad jedne od najvećih mesnih industrija u Evropi.
Udruženje bivših radnika Gavrilovića je 2014. godine podnijelo kaznenu prijavu protiv šest glavnih aktera koji su 1991 omogućili preuzimanje tvornice, a to su redom: Slavko Degoricija, Davor Trga, Zdravko Tukša, Slavo Boras, Slavko Linić i Đuro (Georg) Gavrilović. Optužuju ih za ratno profiterstvo, odnosno da su djelovali kao organizirana grupa i u razdoblju od jula do novembra 1991 proveli nezakoniti stečaj pet poduzeća Holding Gavrilović i predali ih Đuri (Georgu) Gavriloviću po višestruko nižoj cijeni od tržišne. Iz Udruge tvrde da je pritom oštećeno 5.500 radnika kojima je oduzeto pravo povlašćenog otkupa dionica, također je oštećena i država te drugi ulagači koji nisu imali pravo izjasniti se o načinu izmirenja svojih potraživanja.

## Robne marke
Danas oko 200 proizvoda Gavrilovića d.o.o. razvrstano je u tri robne marke:
- Gavrilović
- Gavita
- Gala

## Fusnote
1. ↑  poznatije su zimska, čajna, sremska i graničarska salama
2. ↑  Prema zapisima porodica Gavrilović se preselila iz Bosne oko 1690 u Vojnu krajinu. Bosna je za to vreme bila pod Turskom vladavinom a Vojna krajina je pripadala Austrijskom carstvu
3. ↑  Jelica (udana Laktić) kasnije je živela u Zagrebu.

## Spoljašnje veze
- Zvanična strana „Gavrilović d.o.o.”
- Znakovi "Tvrtka Gavrilović"
- Petrinja turizam - Tradicija Архивирано на веб-сајту  (20. октобар 2020)